# Journal of Interventional Cardiac Electrophysiology
Journal of Interventional Cardiac Electrophysiology is een internationaal, aan collegiale toetsing onderworpen wetenschappelijk tijdschrift op het gebied van de interventiecardiologie.
De naam wordt in literatuurverwijzingen meestal afgekort tot J. Interv. Card. Electrophysiol.
Het wordt uitgegeven door Springer Science+Business Media en verschijnt tweemaandelijks.
Het eerste nummer verscheen in 1997.